# Resnik (Republika Serbska)
Resnik (cyr. Ресник) – wieś w Bośni i Hercegowinie, w Republice Serbskiej, w gminie Višegrad. W 2013 roku liczyła 6 mieszkańców.